# Računovodstvo
Računovodstvo je disciplina koja se bavi zapisom svih financijskih transakcija koje se dogode u jednoj poslovnoj organizaciji. Isključivo je povijesnog karaktera, odnosno zapisuju se podaci koji se mogu dokazati da su se već dogodili (nikako ono što smatramo da će se tek dogoditi u bližoj ili daljoj budućnosti).
Korijeni računovodstva sežu u Mezopotamiju, a jednostavno računovodstvo se spominje u Bibliji (Novi zavjet) i Kuranu.
Računovođa je osoba koja vrši zapise (vodi račune) u poslovne knjige. Prema propisima o porezu na dohodak dvije su knjige od iznimne važnosti: Knjiga primitaka i izdataka i Knjiga prometa.
Osim te dvije knjige, zapisa koje jedna poslovna organizacija treba voditi je više, u zavisnosti od vrste organizacije te razmjera do kojih se proteže njena poslovnost. Najpoznatije su:
- Evidencija o tražbinama i obvezama;
- Evidencija o nabavi i uporabi reprodukcijskog i potrošnog materijala, hrane, pića i napitaka;
- Popis dugotrajne imovine;
- itd.

## Metoda dvojnog knjigovodstva
Dvojno knjigovodstvo (eng. double-entry bookkeeping, njem. doppelte Buchführung) je sustav evidentiranja poslovnih promjena po kojem se svaka poslovna promjena (koja zadovoljava uvjete evidentiranja) iskazuje na (barem) dva konta, od kojih barem jedan konto duguje i barem jedan potražuje. Nastale poslovne promjene odnose se na stanja i promjene stanja sredstava, obveza prema izvorima sredstava, prihoda, rashoda i poslovnog rezultata. Princip dvojnog knjigovodstva jedan je od osnovnih principa računovodstva.
Usporedno knjiženje jedne ekonomske transakcije na dva ili više konta bazira se na činjenici da se svako kretanje imovine odvija u dva smjera, tj. svako povećanje jedne stavke imovine rezultira smanjenjem neke druge stavke imovine ili povećanjem obveza. Dvojno knjigovodstvo obuhvaća svu imovinu poduzeća po dijelovima i u ukupnom iznosu, po pojavnim oblicima i po obvezama nastalim njezinim pribavljanjem, pa iz toga proizlazi jednakost imovine s dugovima i vlasničkim kapitalom (aktiva jednako pasiva). Poslovne promjene iskazuju se vrijednosno.

## Računovodstveni proces
To je skup postupaka koji se koriste za evidentiranje, klasificiranje, sumiranje, i predočavanje poslovnih transakcija(poslovnih promjena) u Poslovnim knjigama.

## Računovodstvene knjige
Poslovne knjige vode se po načelu sustava dvojnog knjigovodstva. Poslovne knjige čine dnevnik, glavna knjiga i pomoćne knjige. Dnevnik je poslovna knjiga u koju se unose knjigovodstvene promjene slijedom vremenskog nastanka. Dnevnik se može uspostaviti kao jedinstvena poslovna knjiga ili više knjiga koje su namijenjene za promjene na pojedinim skupinama bilančnih zapisa ili za izvanbilančne zapise. Glavna knjiga je sustavna knjigovodstvena evidencija promjena nastalih na financijskom položaju i uspješnosti poslovanja. Glavna knjiga sastoji se od dva odvojena dijela i to: bilančni zapisi i izvanbilančni zapisi. Glavna knjiga mora sadržavati unaprijed pripremljena konta koja, sukladno potrebama poduzetnika, osiguravaju podatke za godišnje financijske izvještaje. Pomoćne knjige se u pravilu vode zasebno.

## Računovodstveni subjekti
Pod računovodstvenim subjektima u praksi i u računovodstvenoj literaturi razumijevaju se pravne osobe, a u određenim slučajevima i fizičke osobe za čije poslovanje se vodi računovodstvo i sastavljaju financijski izvještaji. Zbog javnog interesa, obveza vođenja računovodstva, sastavljanja prezentiranja i javnog objavljivanja financijskih izvještaja za pojedine skupine pravnih osoba određena je posebnim propisom. U tom smislu, uobičajeno je da se pravne osobe kao računovodstveni subjekt dijele na profitne i neprofitne. Dakle, kriterij podjele svih pravnih osoba nije uspješnost poslovanja profitabilno (uspješno - dobit) i neprofitabilno (neuspješno - gubitak) poslovanje već njihov motiv osnivanja i cilj poslovanja, odnosno postojanje i obavljanje određenih djelatnosti. Samo se uspješnost ili neuspješnost poslovanja pravnih osoba koje su osnovane radi ostvarivanja dobiti mjeri visinom dobiti ili gubitka. Samo pravne osobe koje su osnovane zbog ostvarivanja dobiti mogu poslovati profitabilno ili neprofitabilno.

## Temeljni financijski izvještaji

### Ciljevi financijskih izvještaja
Ciljevi financijskog izvještavanja definirani su u Okviru MSFI (Međunarodni standardi financijskog izvještavanja), a oni su sljedeći:
- 1. Pružanje informacija o financijskom položaju, uspješnosti poslovanja i promjenama finacijskog položaja subjekta, što je korisno širokom krugu korisnika u donošenju ekonomskih odluka;
- 2. Financijski izvještaji pokazuju rezultate upravljanja ili odgovornosti menadžmenta za povjerene im resurse. Korisnici informacija trebaju financijske izvještaje zbog ocjene efikasnosti menadžmenta kao i ocjene njihove odgovornosti;
- 3. Financijski izvještaji služe za donošenje odluka, kao što su: da li ulagati u neke poslovne subjekte, prodati ulaganje (dionice, udjele) subjekta ili ih zadržati, da li dati povjerenstvo menadžmentu poslovnog subjekta ili ga zamijeniti novim menadžmentom, itd.

### Korisnici financijskih izvještaja
Korisnici financijskih izvještaja su primarno vanjski korisnici, kao i uprava poslovnog subjekta. Prema MSFI najvažniji korisnici financijskih izvještaja jesu: sadašnji i potencijalni ulagači, zaposlenici, zajmodavci, dobavljači i ostali vjerovnici, kupci, država i njezine agencije te opća javnost.
Investitorima i vjerovnicima trebaju informacije o budućem novčanom toku iz nekoliko praktičnih razloga: investitori su zainteresirani hoće li vratiti uloženi iznos u budućnosti iz dividendi ili udjela ili kamata, i sl., a vjerovnici su zainteresirani za povrat plasiranih sredstava ili za naplatu potraživanja.

### Pretpostavke i kvalitativna obilježja financijskih izvještaja prema MSFI
Dvije su temeljne pretpostavke u Okviru MRS 1 - Prezentiranje financijskih izvještaja, a to su:
- 1. Nastanak događaja
- 2. Neograničenost vremena poslovanja

Prema pretpostavci nastanka događaja učinci transakcija se priznaju kada nastanu ( a ne kada se isplati ili primi novac ili njegov ekvivalent, kao kod poslovanja nekih obrtnika - fizičkih osoba, koje svoje knjige vode po novčanoj osnovi) i bilježe se u računovodstvenim evidencijama te uključuju u financijske izvještaje razdoblja na koje se odnose.  Financijski izvještaji sastavljeni na načelu nastanka poslovnog događaja informiraju korisnike, kako o prošlim transakcijama tako i o obvezama koje će se novcem platiti u budućnosti kao i o imovini za koju će novac biti primljen u budućnosti. Poslovni subjekti prema načelu nastanka događaja sastavljaju sve financijske izvještaje osim izvještaja o novčanom toku, koji se bazira na novčanoj osnovi.

## Vanjske poveznice
- "Računovodstvo i financije" - časopis Hrvatske zajednice računovođa i financijskih djelatnika